# 克萊蒙研究大學
克莱蒙特研究大学（Claremont Graduate University）简称CGU，是一座位於美国加利福尼亚州克莱蒙特市的研究型大學，也是一所专门提供研究生及以上级别课程的私立精英级大学。創立於1925年，也是全美最早建立的全研究型大學，不設學士學位。
该校不仅是一个独立的研究机构，也是美国西部最顶尖的文理学院联盟克莱蒙特学院联盟的一份子。克莱蒙特学院联盟是一个位于美国加州克莱蒙特市的大學联盟，包括五所顶级文理学院：波莫纳学院、斯克利普斯学院（Scripps College）、克莱蒙特·麦肯纳学院、哈维·穆德学院和匹泽学院（Pitzer College），与两所精英研究生院：两所研究生院——克莱蒙特研究大学和凯克研究所，共享校园、图书馆、食堂、体育设施等资源。
克莱蒙特市位于洛杉矶县东部边界地，距洛杉矶市中心56公里，素以大学城和街道及街道旁成行的数目闻名，该市的形成便主要得益于这个大学集团。与位于马塞诸塞州的五学院集团（Five Colleges Consortium）以及位于宾夕法尼亚三校联盟（Tri-College Consortium）不同，克莱蒙特学院的所有学校都集中在一起，步行便都可以到达。
克莱蒙特研究大学是全美少数拥有独立資訊科學学院的学校，更是过去10年来世界上拥有最多資訊科學博士毕业生的大学，专精领域涵盖知识管理（Knowledge Management）、系统开发（Systems Development）、电信和網路（Telecom and Networking）、人工智慧（Artificial Intelligence）和数据挖掘（Data Mining），该校还是全美惟一提供半职学生（part-time students）的資訊科學学院。